# Ironus colourus
Ironus colourus är en rundmaskart som beskrevs av Steiner 1919. Ironus colourus ingår i släktet Ironus och familjen Ironidae. Inga underarter finns listade i Catalogue of Life.